# 伊夫林地区圣莱热
伊夫林地区圣莱热（法語：Saint-Léger-en-Yvelines，法語發音：[sɛ̃ leʒe ɑ̃.n‿ivlin] ⓘ），或译伊夫林省圣莱热，是法国伊夫林省的一个市镇，属于朗布依埃区。

## 地理
伊夫林地区圣莱热（48°43'17"N, 1°45'56"E）面积34.52 平方千米，位于法国法蘭西島大區伊夫林省，该省份为法国北部内陆省份，北起瓦兹河谷省，西接厄尔省，西南接厄尔-卢瓦省，东南接埃松省，东临上塞纳省。
与伊夫林地区圣莱热接壤的市镇（或旧市镇、城区）包括：拉布瓦西耶尔-埃科勒、莱布雷维艾尔、韦格尔河畔孔代、冈拜瑟伊、格罗鲁夫尔、莱梅尼勒、蒙福尔拉莫里、普瓦尼拉福雷。

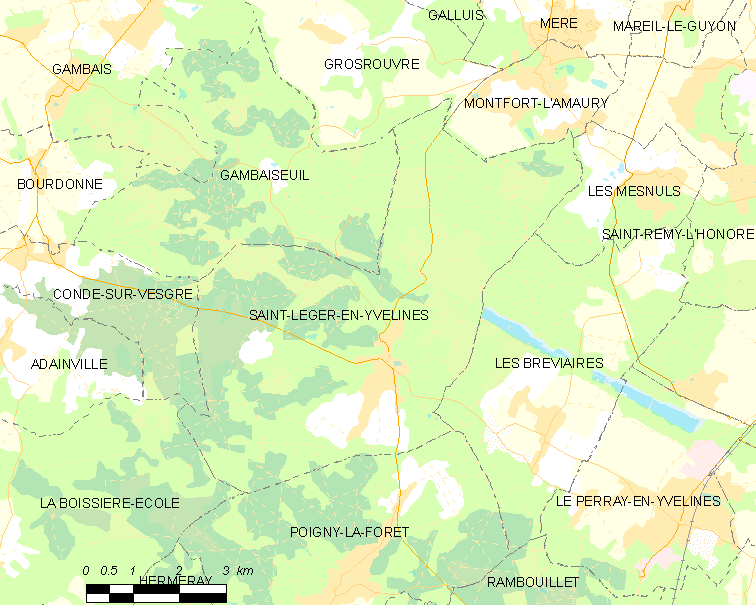
伊夫林地区圣莱热的OSM定位图

伊夫林地区圣莱热的时区为UTC+01:00、UTC+02:00（夏令时）。

## 行政
伊夫林地区圣莱热的邮政编码为78610，INSEE市镇编码为78562。

## 政治
伊夫林地区圣莱热所属的省级选区为朗布依埃县。

## 人口

1962-2008年间伊夫林地区圣莱热人口变化图示

伊夫林地区圣莱热于2022年1月1日时的人口数量为1462人。